# Jaclyn Narracott
Jaclyn Narracott, né le 5 novembre 1990, est une skeletoneuse australienne. Elle fait partie de l'équipe olympique australienne pour l'épreuve de skeleton lors des jeux olympiques d'hiver de 2018, où elle termine à la 16e place.

## Palmarès

### Jeux olympiques d'hiver
- : médaille d'argent en individuel aux Jeux olympiques d'hiver de 2022 à  Pékin.

### Coupe du monde
- 1 podium individuel : 1 victoire.

#### Détails des victoires en Coupe du monde
| Édition   | Piste        | Total |
| 2021-2022 | Saint-Moritz | 1     |